# Epichorista mimica
Epichorista mimica es una especie de polilla del género Epichorista, categorizada en la tribu Archipini, de la subfamilia Tortricinae.

## Distribución
Se distribuye por Oceanía: en Nueva Zelanda, en el monte Ida, Central Otago.

## Taxonomía
Fue descrita por Alfred Philpott en 1930.
Tratamiento taxonómico
La especie aparece registrada y publicada en Rec. Auckland Inst. Mus 1: 5.